# Bill Smith
Bill Smith (n. 16 mai 1924, Territory of Hawaii⁠(d), SUA – d. 8 februarie 2013, Hawaii, SUA) a fost un înotător american, medaliat olimpic. A participat la o ediție a Jocurilor Olimpice (1948) în care a câștigat 3 medalii de aur.